# Лигонье
Лигонье — боро в округе Уэстморленд, штат Пенсильвания, США. Согласно переписи 2010 года население боро составляло 1573 человека. Лигонье был основан в 1760-е годы. Боро известен по находящемуся рядом парку Айдлуайлд, одному из старейших парков развлечений в стране. В Лигонье находится Форт Лигоньер-Дэйс, осенью проходят парад и ремесленный рынок. Лигонье является частью метрополитенского статистическиго ареала Питтсбурга.

## География
Боро Лигонье полностью окружен тауншипом Лигонье. Согласно Бюро переписи населения США, город имеет общую площадь 1,3 км². Лигонье расположен в 40°14′40″N 79°14′13″W (40.244518, −79.237067).

## История
В 1758 году британские войска начали масштабную кампанию против французских войск в Огайо, на берегу Лоялханна-Крик располагался их временный лагерь. Армия из 6000 человек временно сделала будущий Лигонье самым населенным местом в штате Пенсильвания после Филадельфии. Построенный форт был назван Форт Лигонье в честь Джона Лигонье. Название населенного пункта, выросшего вокруг форта, было сокращено в Лигонье.
В 1817 году, дорога Филадельфия-Питтсбург была завершена. Это была гравийная дорога, предшественница US 30. Местный житель Джон Рамси изначально назвал город Рамситаун, позже изменил на Веллингтон (в честь герцога Веллингтона), затем название было изменено на Лигонье. 10 апреля 1834 года, Лигонье был инкорпорирован как «боро». В 1852 году была построена железная дорога через Пеннсильванию, однако, она обошла Лигонье и прошла через Боливар и Латроуб. Перевозки в основном происходили по железной дороге, что привело к снижению количества проживающих в городе до 350 человек в 1860.
В 1877 году было завершено строительство железной дороги через долину Лигонье, боро был связан с Латроуб. Железная дорога упростила перемещение в штате, и боро начал развивался как курорт. В 1900 году был построен большой отель Бренизер.
В Лигонье находятся три объекта, внесённых в Национальный реестр исторических мест: Форт Лигонье на 216 Саут Маркет-стрит; Исторический район Лигонье, который включает в себя площадь Даймонд и старейшие районы города; и снесённая Оружейная палата Лигонье.

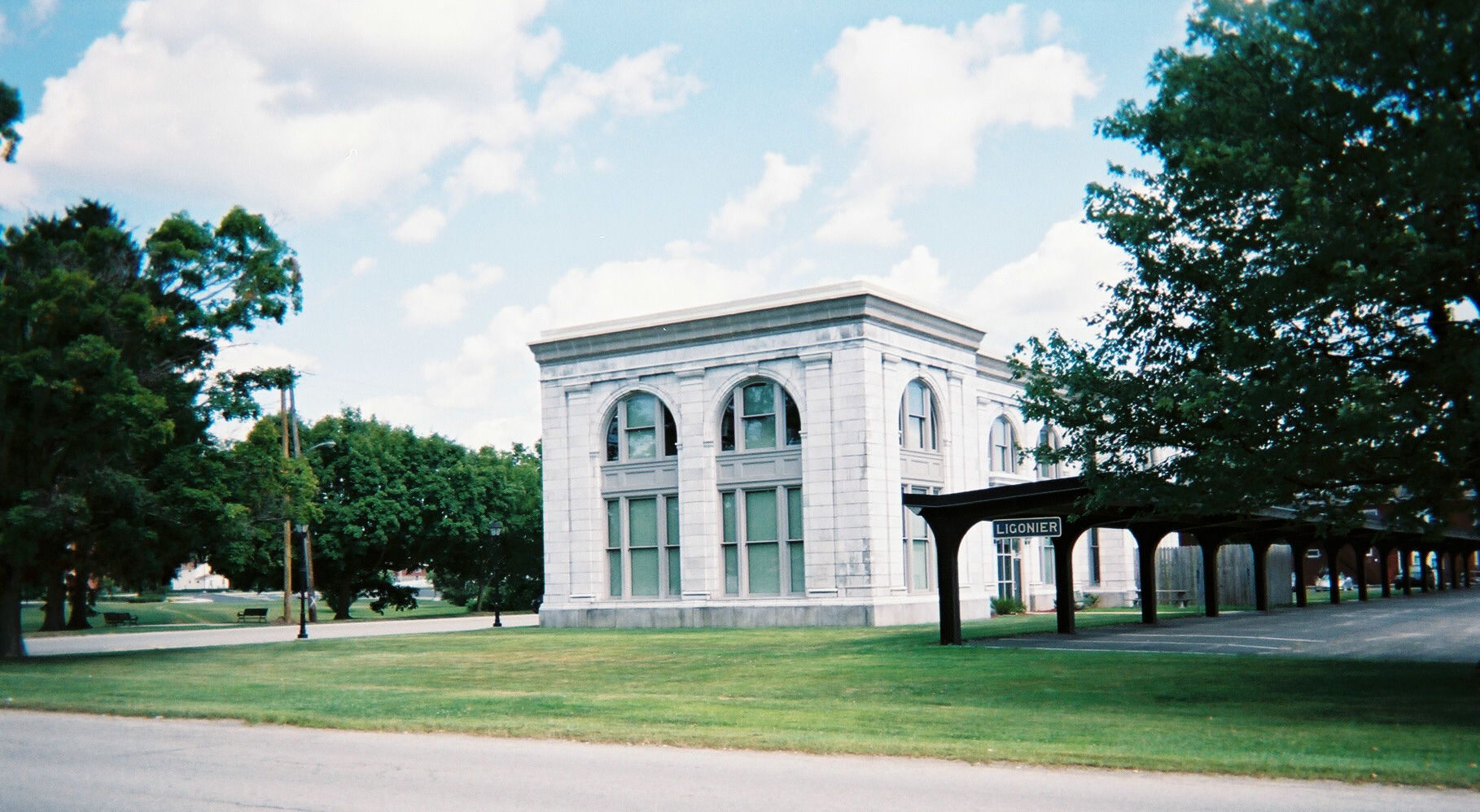
Бывший железнодорожный вокзал, теперь районное отделение школы
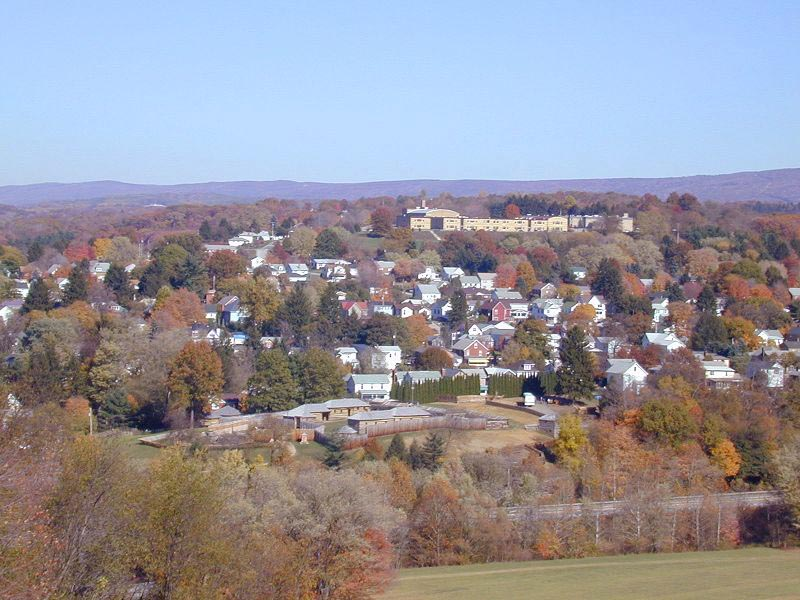
Форт Лигонье
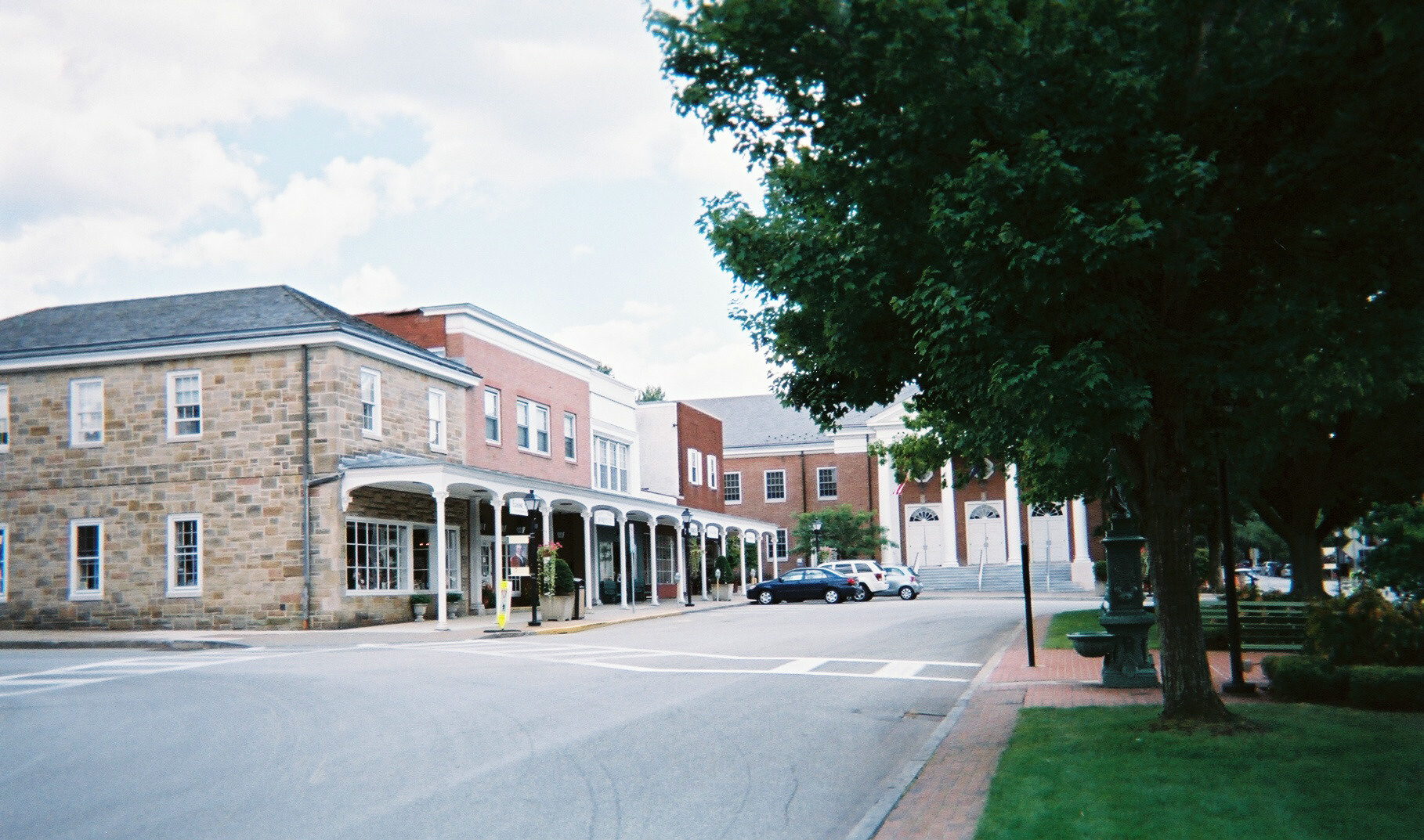
Центр города Лигонье с ратушей сзади

## Население
По данным переписи 2010 года население Лигонье составляло 1573 человека (из них 44,8 % мужчин и 55,2 % женщин), было 793 домашних хозяйства и 418 семьи. Расовый состав: белые — 98,9 % и представители двух и более рас — 0,5 %.
Из 793 домашних хозяйств 40,7 % представляли собой совместно проживающие супружеские пары (9,5 % с детьми младше 18 лет), в 8,7 % домохозяйств женщины проживали без мужей, в 3,3 % домохозяйств мужчины проживали без жён, 47,3 % не имели семьи. В среднем домашнее хозяйство вели 1,90 человека, а средний размер семьи — 2,56 человека. В одиночестве проживали 43,3 % населения, 22,1 % составляли одинокие пожилые люди (старше 65 лет).
Население города по возрастному диапазону распределилось следующим образом: 13,6 % — жители младше 18 лет, 55,1 % — от 18 до 65 лет и 31,3 % — в возрасте 65 лет и старше. Средний возраст населения — 52,9 года. На каждые 100 женщин приходилось 81,0 мужчины, при этом на 100 совершеннолетних женщин приходилось уже 76,7 мужчин сопоставимого возраста.
В 2014 году из 1316 трудоспособных жителей старше 16 лет имели работу 729 человек. При этом мужчины имели медианный доход в 53 371 долларов США в год против 36 172 долларов среднегодового дохода у женщин. В 2014 году медианный доход на семью оценивался в 62 679 $, на домашнее хозяйство — в 49 327 $. Доход на душу населения — 32 612 $. 5,9 % от всего числа семей и 10,7 % от всей численности населения находилось на момент переписи за чертой бедности.
Динамика численности населения:
|  |